# Comté de Marion (Floride)
Pour les articles homonymes, voir Comté de Marion.
Le comté de Marion (Marion County) est un comté situé dans l'État de Floride, aux États-Unis. Sa population était estimée en 2020 à 375 908 habitants. Son siège est Ocala. Le comté a été fondé en 1844 et doit son nom à Francis Marion, général américain.
Le comté abrite à lui seul plus de 75 % des centres d'élevage, de dressage et d'entraînement de pur-sang de Floride.

## Comtés adjacents
- Comté de Putnam (nord-est)
- Comté de Volusia (est)
- Comté de Lake (sud-est)
- Comté de Sumter (sud)
- Comté de Citrus (sud-ouest)
- Comté de Levy (ouest)
- Comté d'Alachua (nord-ouest)

## Histoire
Le comté de Marion a été créé en 1844, à partir de portions des comtés d'Alachua, Mosquito (Orange) et Hillsborough. Jusqu'en 1853, le comté de Marion inclut la plupart de ce qui est maintenant le lac et les comtés[Quoi ?] de Sumter. En 1849, le comté de Putnam a été créé et a pris la partie nord-est du comté de Marion. le comté de Levy a pris une partie de l'ouest du comté de Marion en 1877. le comté est nommé d'après le général Francis Marion de la Caroline du Sud, un soldat et héros de la guerre d'Indépendance américaine. La loi créant le comté de Marion sur le territoire de la Floride a été signée le 14 mars 1844 par le gouverneur du territoire, R.K Call. Beaucoup des premiers colons du comté de Marion venaient de Caroline du Sud. La devise du comté est le « Royaume du Soleil ».

## Géographie
Selon le recensement de 2000, le comté a une superficie totale de 1 663,01 miles carrés (4 307,2 km2), dont 1 578,86 miles carrés (4 089,2 km2) (ou 94,94 %) de terres et de 84,15 miles2 (217,9 km2) (ou 5,06 %) d'eau.

## Principales villes
- Belleview
- Dunnellon
- McIntosh
- Ocala
- Reddick

## Démographie
| Groupe            | Comté de Marion | Floride | États-Unis |
| ----------------- | --------------- | ------- | ---------- |
| Blancs            | 12,3            | 75,0    | 72,4       |
| Afro-Américains   | 56,0            | 16,0    | 12,6       |
| Autres            | 2,9             | 3,7     | 6,4        |
| Métis             | 2,1             | 2,5     | 2,9        |
| Asiatiques        | 1,3             | 2,4     | 4,8        |
| Amérindiens       | 0,4             | 0,4     | 0,9        |
| Total             | 100             | 100     | 100        |
|                   |                 |         |            |
| Latino-Américains | 10,9            | 22,5    | 16,7       |

| 1850  | 1860  | 1870   | 1880   | 1890   | 1900   |
| ----- | ----- | ------ | ------ | ------ | ------ |
| 3 338 | 8 609 | 10 804 | 13 046 | 20 796 | 24 403 |

| 1910   | 1920   | 1930   | 1940   | 1950   | 1960   |
| ------ | ------ | ------ | ------ | ------ | ------ |
| 26 941 | 23 968 | 29 578 | 31 243 | 38 187 | 51 616 |

| 1970   | 1980    | 1990    | 2000    | 2010    | - |
| ------ | ------- | ------- | ------- | ------- | - |
| 69 030 | 122 488 | 194 833 | 258 916 | 331 298 | - |